# 北京赛特饭店
北京赛特饭店，位于北京市朝阳区建国门外大街22号。

## 简介
北京赛特饭店1991年10月开业，2003年1月重新装修，是一家四星级商务酒店。设有客房、福升阁（经营中餐）、咖啡苑（经营西餐）、赛特俱乐部、多功能厅及商务中心等等。

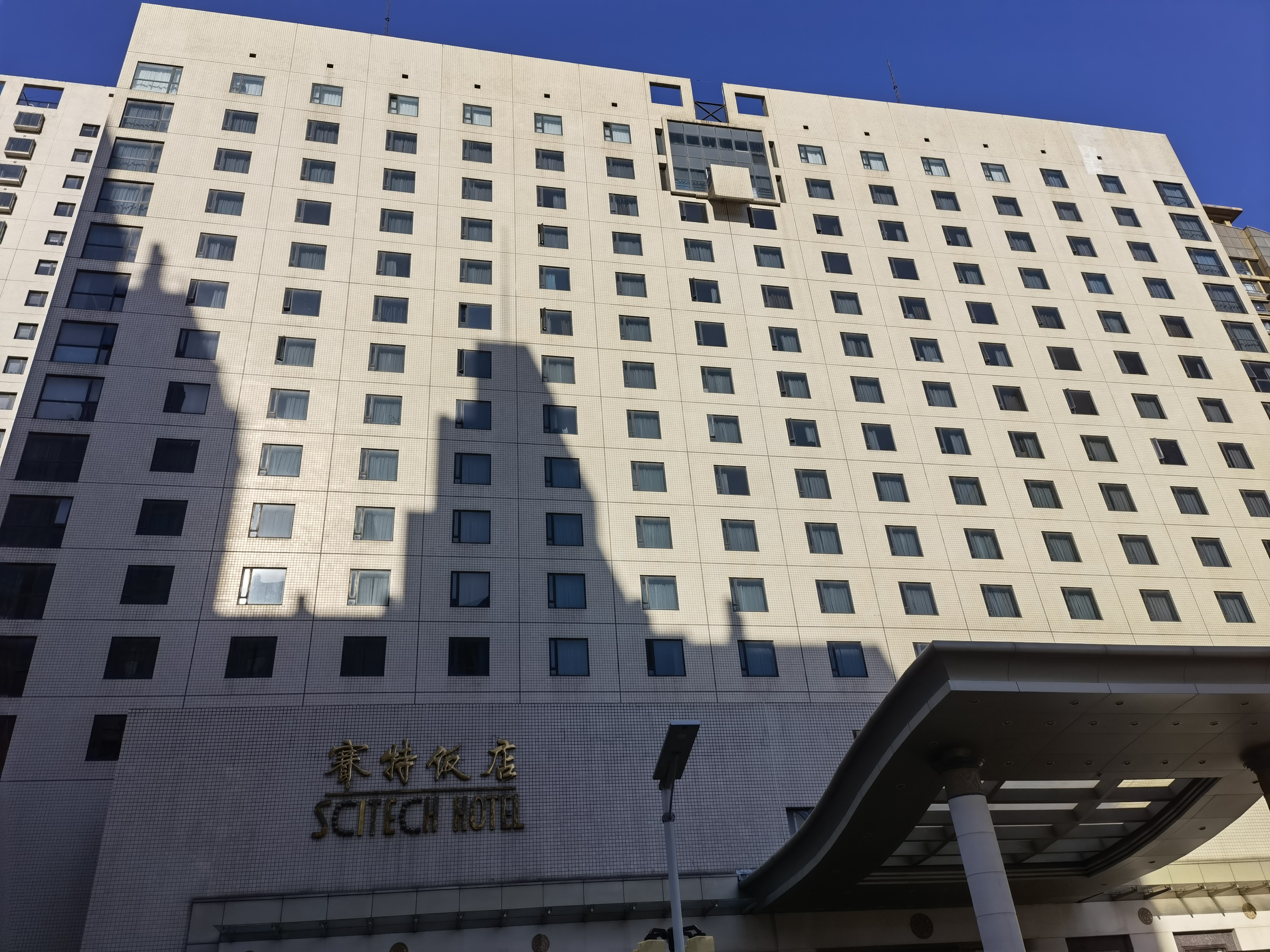
2021年12月，北京赛特饭店

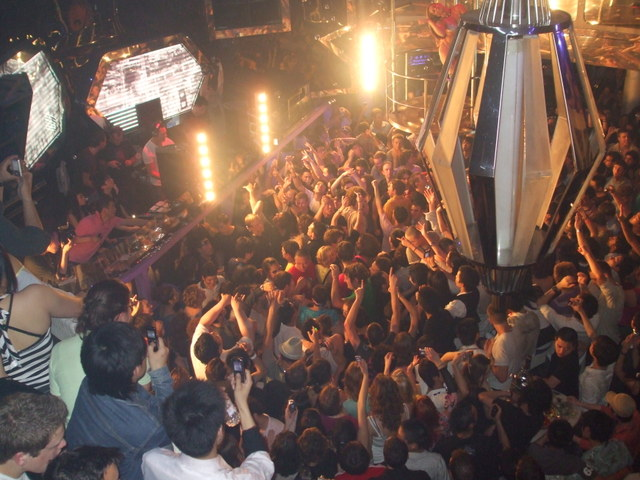
2007年，位于北京赛特饭店的G.T. Banana的内景

2002年起，赛特饭店2层设有北京巴那那DISCO俱乐部（Club Banana），是由原先的剧院改造而成。设有舞池、包房、音乐茶座。2007年经过装修，更名为“G.T. Banana”。2010年，“G.T. Banana”，从北京赛特饭店迁往北京工人体育场西门。
2017年赛特饭店完成了整体改造和升级。新赛特饭店按照高星级酒店的标准进行配置，设有不同风格的标准客房248间、高级商务套房22间。